# Tiout
Tiout (em árabe: تيوت) é uma comuna localizada na província de Naâma, Argélia. De acordo com o censo de 2008, a população total da cidade era de 6 657 habitantes.